# Anthemis kandaharica
Anthemis kandaharica là một loài thực vật có hoa trong họ Cúc. Loài này được Iranshahr mô tả khoa học đầu tiên năm 1981.